# Flavius Claudius Antonius
Flavius Claudius Antonius (dit Afranius Flacillus Aelianus Afranii) était un personnage de l'Empire romain dans la deuxième moitié du IVe siècle. 

## Biographie
Il fut questeur entre 370 et 373, puis préfet du prétoire des Gaules en 376-377 et d'Italie en 377-378. L'apogée de sa carrière fut le consulat en 382, avec son ami Flavius Afranius Syagrius frère d'Aelia Flacilla, l'épouse de Théodose Ier et la mère d'Arcadius et d'Honorius.
Comme Afranius, il était un ami de Symmaque qui le dit avoir écrit des tragédies.